# 逆統戰
《逆統戰：致地與海的革命者》（英語：Reversed Front: Dear Revolutionaries）是2020年由臺灣境外戰略溝通工作小組（ESC）開發的圖版战争游戏。由於開發階段已在眾籌平台嘖嘖籌得超過二千萬新臺幣的經費，成為遊戲界的重點留意對象。它的遊戲玩法是透過扮演東亞地區的不同地下勢力，與強大的征服者「紅軍」對抗。中國共產黨直屬媒體《環球時報》刊登投書點名譴責此桌遊將嚴重影響其「國家安全」。
2025年6月，香港警方國安處表示分享、傳播、下載該遊戲或課金即違反「港區國安法」，後來遊戲更無法透過手機搜尋或下載。唯此舉反而令遊戲知名度大增，搜尋及下載量急升。

## 遊戲機制

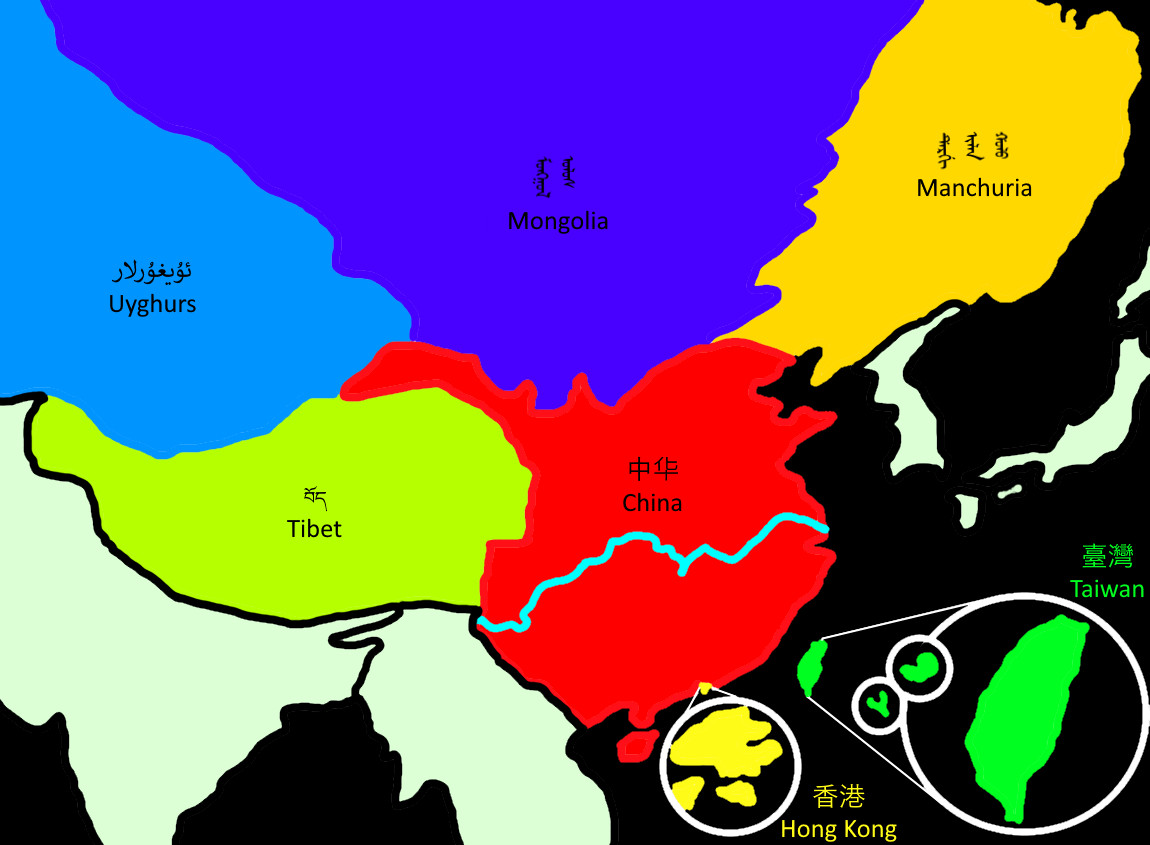
《逆統戰》供各方勢力活動的版圖，右下方的圓圈為台灣及香港的放大版圖。

在遊戲中，玩家可扮演東亞地區的不同勢力。主要勢力如下：
| 可扮演勢力 | 可選根據地                       | 特色 |
| ---------- | -------------------------------- | --- |
| 紅軍       | 北京                             | 實力最強，在遊戲中有特殊能力干擾周邊勢力，但受四方圍攻，需妥善分配力量抵禦外敵。 |
| 臺灣       | 臺北                             | 資源豐富，能支援其他勢力，擅長消滅並取代敵方據點，但內鬥嚴重。紅軍可藉由滲透台灣獲得整場遊戲勝利。 |
| 香港       | 香港城                           | 善於宣傳、建立組織、尋找外援，可將根據地遷移至台灣或英美勢力等地。 |
| 藏國       | 達蘭薩拉/德拉敦/哲古宗           | 與印度關係密切，受印度奧援甚大，有兩種戰略可選：不能使用武力，但宣傳力強的「藏人行政中央」；或背靠印度、善用武力與紅軍對峙的「四水六崗」或「特別邊境部隊」。                                                                                   |
| 維吾爾     | 伊斯坦堡/阿拉木圖/慕尼克/華盛頓  | 擅以武力優勢摧毀敵方行動，但較不擅長在牆內建立組織。 |
| 滿洲       | 東京/舊金山/海參崴               | 自由度高，可選擇不同外援（東洋、英美、歐洲）合作，而有不同戰法。 |
| 哈薩克     | 阿拉木圖                         | 包含東、西突厥在內的哈薩克族，有一套特殊的勝利條件（三區革命），在牆外發展空間較大，策略更靈活。 |
| 蒙古       | 烏蘭巴托/東京/紐約               | 背靠北國，與紅軍接壤並激烈交鋒，擅長在據點爭奪戰中封鎖對手行動。 |
| 反賊       | 依勢力不同而根據於不同的中華城市 | 勢力繁多，包括改革派、親中華民國派、聯邦派、新左派、法輪功、民運、性別革命、地下教會等政治勢力，及諸夏各地域（例如：宛、吳越、巴蜀等）與各民族（例如：回族、苗族等）勢力等幾十種角色。地處險地、行動受限，但可與台灣或香港共用組織、互相照應。 |

臺灣可以選擇對外發展組織策略（會有相應的規則變化）：
- 綠線——意指泛綠，輸出本土化運動，扶植中國各省的本土化運動，支持各族獨立，扶植諸夏派，輸出黨外時代抗爭、教會抗爭與社運經驗。
- 藍線——意指泛藍，自由中國，重新恢復早年中華民國政府支持的海外反共組織，支持各地（尤其東南亞）華人的反共勢力、民主派、親中華民國派人士。

### 列強
- 北國——蒙古、突厥、俄羅斯，擅長滲透、瓦解敵方組織。
- 英美——大英國協、美利堅聯邦，世界金融中心，提供資金支持。
- 東洋——日本、韓國，文化實力豐富，能幫助發展牆內組織。
- 南洋——越南、菲律賓等東南亞國家，交通要道，能幫助玩家增加執行效率。
- 印度——印度、不丹、尼泊爾等國，人多勢眾、勢力龐大，擅長牽制對方。
- 天方——巴基斯坦、阿富汗延伸到阿拉伯、土耳其等一系列伊斯蘭教國家，提供軍事支援，破壞對手行動。
- 歐洲——德國、法國等歐洲國家，民主文化的發源地，思想匯集，能幫助宣揚理念。

## 改編計畫

### 逆統戰：烽火
2022年11月9日開發團隊在嘖嘖公告，逆統戰手遊目前已經進入內部測試階段。2023年9月13日，官方臉書公告手遊名為《逆統戰：烽火》。其AppStore頁面已開立，並接受事前預約。2025年1月26日起開始公測，預計同年4月5日正式開服，該日為蔣介石逝世50周年。期間官網累積承受了8次來自中華人民共和國的DDos攻擊。2025年4月5日，遊戲正式發布當天遊戲伺服器再次遭到不明DDos攻擊，導致伺服器癱瘓，正式開服時間短暫延後。商店页面介绍显示，玩家可以選擇扮演保衛共產黨政權的紅軍以擊敗分離主義者，或是扮演香港、台灣等多個革命陣營，發展抵抗組織以加速共產黨統治動搖的「大洪水」之日到來；香港陣營的指揮機關為「香港臨時政府」，一名角色身上有「光復香港」字樣。
香港警務處國家安全處於2025年6月10日表示，分享、傳播、下載该游戏或课金均會觸犯《香港國安法》或《維護國家安全條例》。數日後該遊戲無法在香港的App Store、Google Play中搜尋或下載，但AppStore可在更改地區後下載，这是港警首次公開以国家安全為由封禁手游。新聞報導指逆統戰經國安點名後，搜尋及下載量急升；开发团队则在臉書发布回應，称「謝丞相賜箭」。資深大律師湯家驊對遊戲內容感到震驚，認為明確宣揚台獨和顛覆中央政府内容已然觸犯國安法；即使遊戲有其他選項，都不會將建立台湾国变为合法目的。香港大律師蔡騏表示遊戲有違反國安法嫌疑，但具体是否违法亦應經過法庭審判。
由于游戏不对玩家用户名做任何审查，游戏在2025年5月被Google Play以仇恨言論為由下架。同月，OpenAI的一份報告指出，一个可能源自中国、命名为「Sneer Review」的行動使用了ChatGPT生成数十条对《逆統戰》游戏的批评贴文以及一篇发表在一个游戏论坛上的长文，其中有用户声称其任职于中国共产党中央委员会宣传部。
其官方網站已被禁止在香港境內瀏覽。

### 其他計畫
逆統戰PC版的頁面已經上架Steam。截至2025年6月，發行日期顯示為「待宣佈」。另外，官方也表示有電視動畫開發計畫

## 媒體評價
- 環球時報：《逆統戰》在遊戲其中滲入了「台獨」與「港獨」的思想，會對青少年造成十分惡劣的影響[21][22]。
- 文匯網：2021年9月15日於當日頭版刊登《縱暴煽顛覆國家 「台獨」分子開發 各界促從速取締 獨桌遊荼毒港青》，稱該遊戲歪曲歷史[23]。《逆統戰》團隊則感謝文匯網全彩頭版報導逆統戰。[24]
- 三立新聞：報導台灣網友的觀點：「被一個桌遊可以危害14億人的國家」、「感謝環球時報的免費宣傳」[25]。並報導中國黑市已經喊價到一組4千。[26]
- 《民國無雙》作者鄭立：這個遊戲的最大優點，是給玩者一個新的觀念，那就是「地下組織」與情報戰的重要性[27]。

## 外部連結
- 《逆統戰》官網 （页面存档备份，存于）